# Банатське Аранджелово
Бана́тське Арандже́лово (серб. Банатско Аранђелово) — село в Сербії, належить до громади Новий Кнежеваць Північно-Банатського округу автономного краю Воєводина.
Село розташоване за 3 км від румунського кордону, на залізниці Сегед-Кікинда.

## Населення
Населення села становить 1 718 осіб (2002, перепис), з них:
- серби — 53,1%
- угорці — 26,5%
- цигани — 15,1%,

живуть також югослави, чорногорці, хорвати, македонці та албанці.

## Галерея

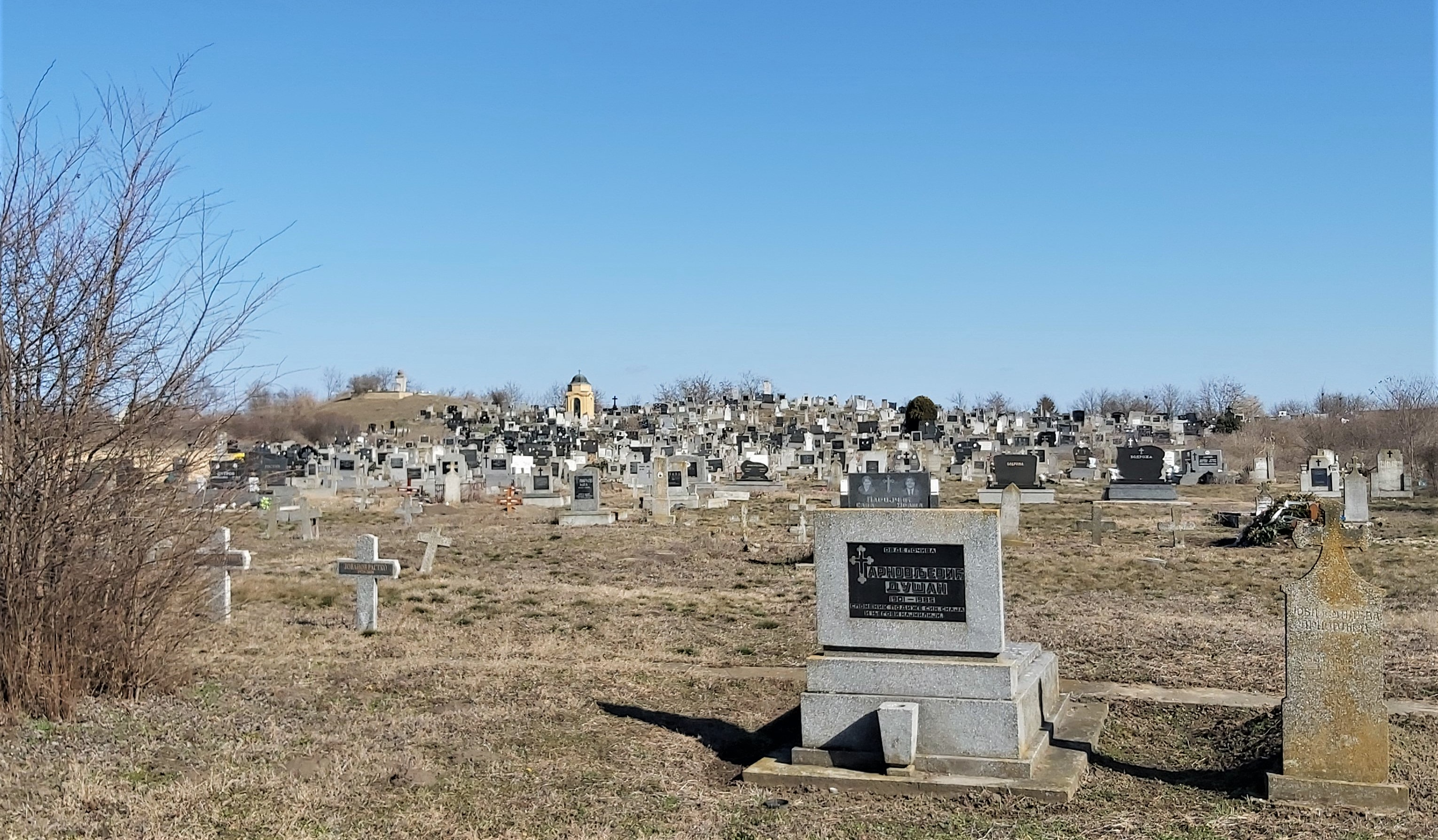
Кладовище
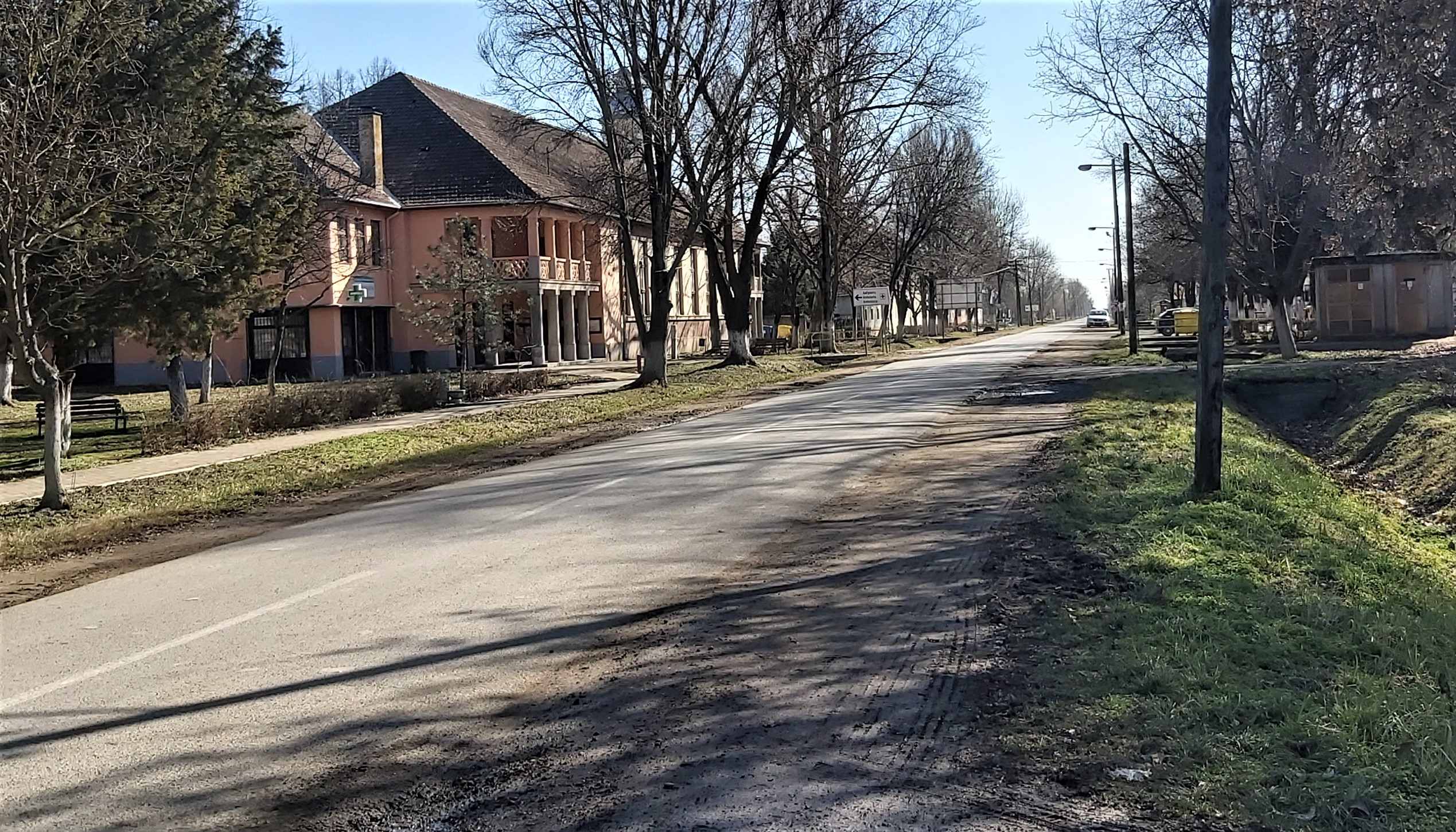
Вулиця села
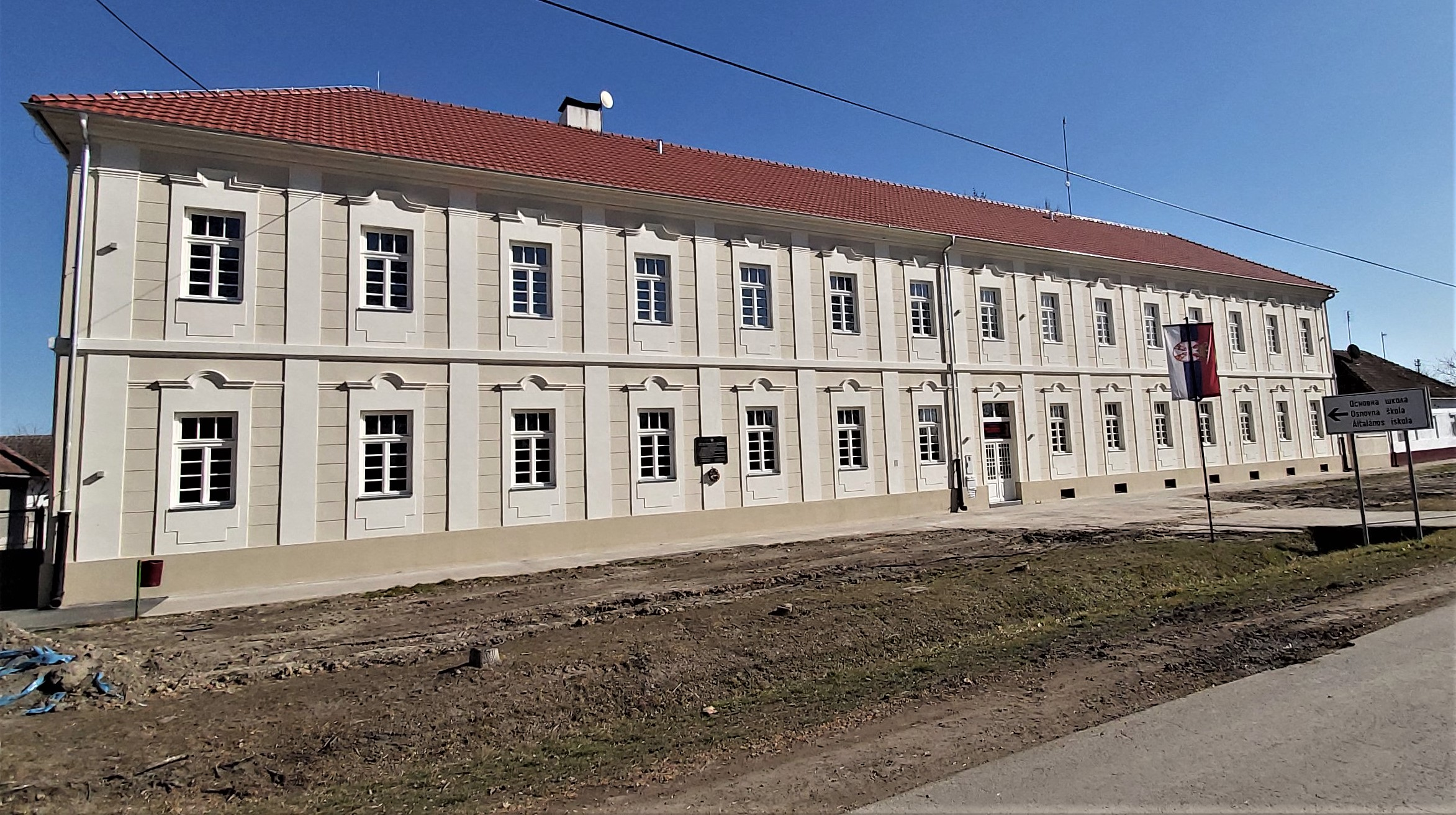
Школа